# Hawker P.1081
Hawker P.1081, còn gọi là "Australian Fighter" là một loại máy bay nghiên cứu thử nghiệm phản lực của Anh trong thập niên 1950.

## Quốc gia sử dụng
Anh Quốc
- Viện nghiên cứu khoa học không quân

## Tính năng kỹ chiến thuật

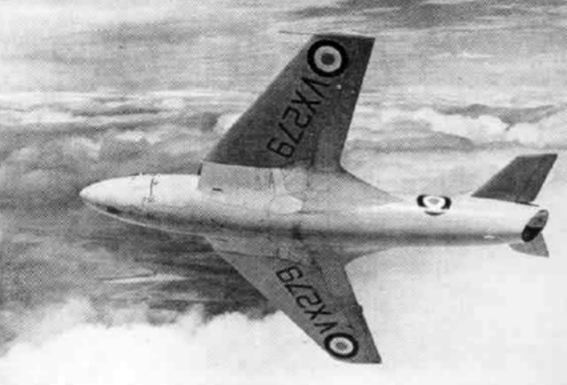
Hawker P.1081 năm 1950.

Data from Mason:
Đặc điểm tổng quát
- Tổ lái: 1
- Chiều dài: 37 ft 4 in (11,38 m)
- Sải cánh: 31 ft 6 in (9,6 m)
- Chiều cao: 10 ft 10 in (3,30 m)
- Diện tích cánh: 258 ft² (23,97 m²)
- Trọng lượng rỗng: 11.200 lb (5.080 kg)
- Trọng lượng có tải: 14.480 lb (6.570 kg)
- Động cơ: 1 × Rolls-Royce Nene RN2 , 5.000 lbf (22,2 kN)

 Hiệu suất bay 
- Vận tốc cực đại: 604 kn (1.119 km/h)
- Trần bay: 45.600 ft (13.900 m)